# 粗齿楼梯草
粗齿楼梯草（学名：Elatostema grandidentatum）是荨麻科楼梯草属的植物，为中国的特有植物。分布在中国大陆的西藏等地，生长于海拔2,400米至3,100米的地区，多生在山地林中，目前尚未由人工引种栽培。